# ファンロード
『ファンロード』（Fanroad）は、日本のアニメ雑誌。アニパロ誌の代表的存在。何度か休刊および復刊と名称の変更をしている。
創刊以来、編集は一貫して編集プロダクションの銀英社が行い、浜松克樹が編集長を務めている。発行元は、創刊当初はラポート、2003年に大都社に移管。2009年に『ファンロード改』としてインフォレストから、さらに2010年に『投稿道F』として大洋図書、2012年にミラージュプレスより『ファンロード電子版』、と発行元が変遷した。

## 歴史
- 1980年7月15日（8月号） - ラポートより、隔月誌[注釈 1]『ふぁんろ～ど』として創刊。創刊当時は赤字続きだったが、ラポートの2代目社長の優れたリサーチ能力によって編集内容をバックアップした事により徐々に上向き、その後サブカルチャー方面の雑誌として一定の人気を得るようになった。
- 1981年10月15日（11月号） - 初めて読者の投稿イラストが表紙に使われる。
- 1981年12月15日（1月号） - 表紙ロゴが英字の「Fanroad」に変更される。
- 1982年4月15日（5月号） - 『伝説巨神イデオン』をテーマに、「シュミの特集」最初の事典が作られる。
- 1983年10月15日（11月号） - 月刊化。
- 1985年5月25日 - 増刊誌『マンガ・ファンロード』1号において、和田慎二がいちファンである投稿者と漫画「パニック☆イン ワンダーランド」を合作する。
- 1985年8月12日 - 日航機事故で、当時の有名投稿者・緋本こりん（本名：生駒隆子）が同誌のイベントからの帰路、日本航空123便に乗り合わせ事故死した。9月号発売直前（8月15日発売）だったため（ちなみに、同号にも本人の投稿作品が掲載されていた）1か月以上正式発表がなく（これは「故人を静かに送らせてやって欲しい」という、緋本の両親の願いに編集部が応えたためのもの）、夏期のイベント等で大変な噂となった。その後、同年10月号にて正式な発表とともに遺作が掲載された。なお、この号で緋本の実兄が読者にコメントを寄せている。編集長は編集後記の欄でこの件をイベント等の公の場で騒ぎ立てた読者達を非難した。
- 1986年4月15日（5月号） - 『バオー来訪者』特集のために、作者である荒木飛呂彦が表紙イラストを描き下ろす。
- 1990年2月15日（3月号） - 「表紙あおり文」が読者公募になる。
- 1995年3月15日（4月号） - 阪神・淡路大震災の被害を受けた地域に住む投稿者の身を案じる投稿や、地元読者からの報告などが多数寄せられたため、編集部からのねぎらいの言葉とともに臨時の特集が組まれた。なお、事情を考慮し特例として投稿文の表現を若干和らげる措置がとられた事が編集部から説明されている。
- 1995年9月15日（10月号） - 『スレイヤーズ』特集において、原作者の神坂一によるイラスト投稿が、一般読者と同様の形で掲載される。
- 2000年8月12日（9月号） - 20周年を機に、読者公募によりタイトルロゴを一新する。
- 2001年1月1日 - 1985年開催の筑波万博での企画「ポストカプセル2001」で出された、当時の読者からの「21世紀への年賀状」が編集部に届く。同年3月号では、その中から文章2通、カラーイラスト1通が誌面に掲載された。
- 2003年10月5日 - ラポートが倒産したことにより9月13日発売の10月号を最後に休刊となる[2]。10月15日発売予定だった11月号は、完成済みだったが発行されなかった。
- 2003年12月15日 - 大都社によって発行が継続されることになり、2004年1・2月合併号から再開される[2]（この号よりタイトルロゴが2代目のものに戻る）。
- 2005年7月15日（8月号）- 本誌読者でもある中川翔子が、カラー記事「燃えよショコタン危機一発!」を連載開始。
- 2008年12月 - 「ファンロード・モバイル」開始。
- 2009年3月14日（4月号）[2][4] - 巻末で、大都社からの出版が休刊になる告知がされる[2][4]。休刊中は他の出版社での復刊を模索しつつ、モバイル版の運営をしながら[2]本誌の投稿も従来通り受け付けていた。
- 2009年7月16日 - 発行元をインフォレストに移し、コスプレ情報誌『COSMODE』の増刊として『ファンロード改』と改称して復刊[3]。
- 2010年1月16日 - 発売予定だったVol.4が、誌面リニューアルのため発売延期になることがモバイル上で告知される[注釈 2]。
- 2010年6月9日 - 大洋図書系のグライドメディアから女性向けファッション誌『egg』の増刊として、『投稿道F』（とうこうどうエフ）と改称し3度目の復刊を果たす。
- 2010年8月13日、15日 - 「コミックマーケット78」企業ブースにおいて、初の出展を行う。
- 2010年11月8日 - 発売予定だった第4号の発売を中止、新たな引受先を模索する予定とツイッターで発表。
- 2011年6月 - 東日本大震災により建物が損壊したため、初の編集部移転を行ったことがモバイルサイトで告知される[注釈 3]。
- 2012年10月31日 - 「ファンロード・モバイル」サービス終了。リニューアルの予定を告知。
- 2012年12月5日 - 編集長によるメールマガジン「ファンロード的描く載る食べる」がまぐまぐ!より発行開始。
- 2012年12月29日 - ミラージュプレスより「ファンロード電子版」を発行。オンデマンド出版による冊子版の通信販売も共に告知される。Vol.1のみ発売され、Vol.2は誌面上で告知されたが発売されなかった。

## 特徴
- 最大の特徴は、（表紙イラストも含め）誌面のおよそ9割が読者投稿を元に編集構成されていることにある。例えるなら、大抵の雑誌に存在する「読者投稿ページ」だけでひとつの雑誌になっているようなものである。
- ジャンルとしてはアニメ雑誌に分類されるが、実際扱うネタの種類はアニメや漫画以外にも特撮、芸能、食物、時事、ゲーム等、多種多様におよび[注釈 4]、事実上はほぼ制限がないとも言える。
- 投稿されるイラスト、漫画、ネタなどはレベルが高いものも多く、常連投稿者の中には後に商業誌等でプロデビューを果たしたものもいる（後述の#元投稿者の作家参照）。
- 創刊時からの編集長である浜松克樹（通称：イニシャルビスケットのK）が『リングにかけろ』の大ファンだったことから、その流れで『週刊少年ジャンプ』作品が大きく扱われることが多い。かつては男性読者の比率が高かったが、次第に女性読者の比率が増えていった[5]。
- 「ファンロード」の商標権は現役の編集長でもある浜松個人が所有している。

## 主な投稿コーナー
シュミの特集
略して「シュミ特」と呼ばれるメイン記事。カラーイラスト、白黒イラスト、大事典の3つで構成される。おおまかに分けて特定の一作品を扱った「単独シュミ特」と、1ジャンルを総ざらいした「ジャンル物シュミ特」の2種類がある。
特集のテーマは主にアンケートハガキや普段の投稿量の多さから決められる。ただし過去に一度だけ『科学戦隊ダイナマン』のシュミ特が投稿が集まらず、実施されなかった事がある。そのため単独タイトルだけでは投稿の集まりが不安がある場合、同ジャンルの他作品に関する投稿も一緒に募集する事もある（『SAMURAI 7』+時代劇もの、『BLOOD+』+吸血鬼ものなど）。これらの複合特集に別作品で特集に参加する事を投稿者用語で「乱入」と呼び、投稿者自らハガキの隅等に「○○で乱入!」と書くなどの形で使用される。
場合によっては同じ作品が異なる切り口の特集に出る事も可能であり（例えば『MAJOR』は「スポーツ特集」の他に「『少年サンデー』特集」にも参加可能である等）、2008年3月号から6月号にかけては、当時投稿が多かった『機動戦士ガンダム00』をフォロー可能な、それぞれ異なるジャンルのシュミ特が4号連続で組まれた。
「大事典」は登場人物や用語などを見出しにした主に事典風のコメント投稿を五十音順に並べたものである。掲載項目は完全に「ネタとしての面白さ」を念頭に置いた編集部の独断と偏見で決められているため、場合によっては重要な人物や事柄であっても項目が存在しない場合もあり、『銀河英雄伝説』のラインハルト・フォン・ローエングラム、『ジョジョの奇妙な冒険』のジョナサン・ジョースター、『涼宮ハルヒ』シリーズのキョン等は主人公であるにもかかわらず項目が存在しなかった事がある。
初期は人物の項目のみを扱う「人名事典」とそれ以外のネタによる「お楽しみコーナー」の2つに分けられていたが1986年9月号（『ダーティペア』特集）を最後に廃止され、翌10月号（新井素子特集）からは両者が統合された「大事典」の形となる。
アニメ・漫画・ゲームなどが題材として使われる場合が多いが、「プロ野球」「プロレス」などの実在のスポーツや「歌うたい」「お笑い」「映画」などの芸能ものが取り上げられる場合もある。それらの場合もアニメや漫画などに登場する架空の選手や歌手の登場が許可されるなど、かなりのアバウトさを持っている。
また特集の内容に関係なく、ほぼ必ずといってよいほど「アミバ」の項目が存在する（後述#キャラクターを参照）。
採用者の名前は全て、ページ最下段（「ハシラ（後述のファンタニカ）=柱」に対して「床下」と呼称される）に一括して掲載される。順不同であり、採用されたネタの数にかかわらず扱いは同じである。
ザ・マイキャラクターズ
オリジナルイラストのコーナー。
通称「マイキャラ」。白黒とカラーの2種類がある。
特に白黒部門は、全コーナー中、掲載のための競争率が最も高い。また、これらとは別に毎回異なる統一テーマのイラストを募集する「オンリーカラー・テーマ別マイキャラ」も存在する。
ザ・お気に入りキャンペーン
読者の投稿数によって、漫画家の人気ランキングを決めるコーナー。上位作品には「今月の○○（作家名）」という専用コーナー（「Aゾーン」なら1ページ、「Bゾーン」なら半ページ）が設けられていた。インフォレスト移籍以降は、専用コーナーは無くなりすべてのハガキが同列に扱われている。
唯一投稿数に制限のあるコーナーで、文章・イラストにかかわらず投票できるのは「ひと月に一作家のみ」と決められている。没のハガキも集計対象となるので、この雑誌唯一の「没が無駄にならない」コーナーでもある。
カラーイラストのページも存在するがこちらは集計とは無関係なため、複数投稿や漫画作品以外に関する投稿も許可される。
略称は「お気キャン」。
はみだし・コミック
漫画の投稿コーナー。
元々は通常の誌面の下半分しかないページに掲載されていた（故に「はみだし」コミック）が、後に通常のページの下半分を割く形になり、現在は誌面を上下半分にした4ページ固定形式となっている。漫画の内容は読者の推薦作品紹介やイベントのレポート、パロディ物やオリジナルストーリーなどジャンルは問わない。
フキダシ部分を鉛筆書きにすればプロ原稿同様に写植が貼られるため、「手軽に漫画家気分が味わえる」ことも売りになっている。
略称は「はみコミ」。
ゲゲボ・クイズ
正式名称は「なんとびっくりカモノハシのゲゲボクイズ」。
元々はいわゆる「三段問答オチ」の1つである問いに対し1番目の選択肢は「正解」、2番目は「通常の誤答」、そして3番目に「ゲゲボな誤答」でオチをつけるという形式のものが編集部によって書かれていた。
その後、読者の投稿が中心になり（編集部は「乗っ取られた」と表現）次第にクイズではなく、長めの文章ネタを箇条書きの形式にしたものが主となった。最後に「解答」という形で落ちがつけられるが、この解答は書かれていない場合の方が多い。稀に、本当のクイズが載る場合もある。
2000年には特集増刊「爆笑ゲゲボクイズ」も出版されたが、本当のクイズ本と間違えて買った客から苦情が来るという顛末もあった。
食べんこ倶楽部
食べ物関連の投稿を集めたコーナー。読者の見つけた「美味しい食べ物」や、独自の料理のレシピなどを紹介する。
「美味い食べ物」だけでなく、「不味い食べ物」についても熱心に語られるところがこの雑誌ならではの個性である。珍ドリンクのことは「ゲゲボドリンク」、珍食品は「ゲゲボフード」と称される（例：メッコール、ジンギスカンキャラメル等）。
他のコーナーと異なり隔月掲載なのはこのコーナー内で連載されている、編集長K自らの筆による実録小説「餓鬼の門」の執筆ペースに合わせたため。
「餓鬼の門」連載開始当初に執筆された激辛カレー「ボルツ」ネタは大反響を呼び、読者による同地レポが多く投稿された。
THEオススメ唄楽房
音楽関連の投稿を扱う。
G・NET
ゲーム関連の投稿を扱う。
氷の苦笑
「駄洒落」を競い合うコーナー。
元々は欄外の穴埋めとしての企画だった。
略称は「氷苦」。他のコーナーで駄洒落ネタを使用する際、その投稿者自らによって「氷苦へ行け」などと書き足されることが多い。
タイトルの由来は、映画『氷の微笑』から。
本だーらんど
漫画以外の通常書籍を扱うコーナー。
漫画作品であっても『シッタカブッタ』シリーズや『ダーリンは外国人』等、書店で通常書籍扱いになっているものはここに掲載される場合もある。
通常投稿とは別に、毎月異なるテーマでの募集もある。
ろ〜どらんなあ
どの投稿コーナーにも当てはまらない投稿を扱う。主に前号の感想や、読者個人の近況報告などが多い。ある意味、もっとも通常の雑誌の「読者投稿ページ」に近い性格ともいえる。
今月の見たいもの&見せましょう
既存の漫画の一場面を抜き出し、他作品のキャラクターにすりかえるパロディ企画。
「（既存作品の作者）先生の（他作品）」というタイトルが付けられる。独立コーナーとして扱われているが、目次上は「ろ〜どらんなあ」の一部分である。
勝手に作ろう新コーナー
巻末の最後の1ページを占める。「新コーナー」といいつつもある程度パターン化されており、「新婚さん」（漫画の「文字だけだといやらしく聞こえるセリフ」を扱う）など長年続いているものもある。
独立コーナーとして扱われているが、目次上は「ろ〜どらんなあ」の一部分である。
エンサイクロペディア・ファンタニカ
ページ横の欄外部分を利用した小ネタ集。気軽に投稿できることが売り。出版用語でもある「ハシラ」という通称が定着しており、正式タイトルで呼ばれる事は少ない。
ネタのシリーズ化や、誌内での流行語が発生しやすい。
タイトルの由来は、「エンサイクロペディア・ブリタニカ」から。

### 終了した投稿コーナー
ケッダーマン☆コレクション
自作のフィギュア、手芸、コスプレ衣装等、立体物の投稿を扱うコーナー。
ファンロード・クリニック
読者からの自由な質問に、編集部が回答するコーナー。読者が前回の回答に応じる場合もある。
ページ右上にあたる最初のハガキは、主に週刊少年ジャンプのキャラクターによる、質問形式のギャグネタから始まるのが慣例となっていた。
はみだし☆スペシャル
人気常連の自画像や本誌関係者の似顔絵などの、顔の部分のみが白抜きにされた絵を基に、自由な表情を描くコーナー。情景や動物の全身像等、「顔」とはまったく違う絵になる場合もあった。
毎回「世界の○○さんコンテスト」という副題がついていたため、俗称的にそちらで呼ばれる場合もある。
オススメ絵電（エデン）の園
アニメ関連の投稿を専門に扱うコーナー。タイトルは公募によるもの。
『投稿道F』第2号より、「ザ・お気に入りキャンペーン」に統合される。
遠山塾
漫画執筆者の遠山拓磨が2000年1月号から2007年9月号まで担当していたコーナー。
読者から送られてきた悩みに、塾長こと遠山が答える企画。
夢判断コーナー
読者から送られてきた「変わった夢」のハガキを紹介しながら、それについて占う。
漫画執筆者の仲田リズムが、「遠山塾」の代打で行った「夢判断」が独立コーナー化したもの。仲田引退後は同じく執筆者の初依和美と倉持が担当となったが、『ファンロード改』への移行の際に自然消滅する。

## 連載企画
イラスト・ラボ
毎月異なる有名イラスト常連が、2ページ枠でイラストの描き方を指南するコーナー。
右側ページは一面使った描き下ろしのイラストで、左側ページで使用画材の紹介や絵に対しての心構えを語る構成。

## 用語
誌上においては、他者のネタや何気ない発言が連鎖的に模倣され、流行語となる場合がある。これらは「ロード語」と呼ばれ、そのほとんどは一過性のものだが、「どうすれバインダー」のように使い勝手の良さから長期にわたって使用されるものも稀にある。
ゲゲボ
「ゲゲボ」とは創刊当時からのマスコットキャラクターのカモノハシに吹き出しで、「ゲゲボ」と鳴かせた（言わせた?）表現があったところから、ファンロード読者の間で使われるようになったといわれる。
意味としては「しょうがなくて呆れた」とか「情けない」「呆れつつも驚いた」ような表現として用いる場合が多い。前出の「ゲゲボドリンク」などの用例も、「（こんな飲み物があるのかと）驚き、あるいは呆れるような（情けない）味・品質の飲み物」に出会った際に使われる。汎用は広く人の行動や物質、商品の他、漫画のキャラクターなどでもその行動・言動などが情けなかったり意味不明だったりした場合も「ゲゲボだ」と用いられる場合もある。
ローディスト
基本的に「ファンロードの読者」を指す言葉。
広義においてはファンロードの愛好者
他誌における、「メディナー」（『アニメディア』）や「奴隷」（『電撃PlayStation』）などと同義語。
初期にはよく当時のライバル誌『月刊OUT』における同意義の存在である「アウシタン」と対比されることが多かった。
「貴様ローディストだな!ローディストに違いあるまい!」
漫画『ゴルゴ13』に登場する「貴様プロだな!プロに違いあるまい!」という台詞をもじったもの。書店などで『ファンロード』を立ち読みしている人を同好の士として誰何するための言葉。
ショタコン（正太郎コンプレックス）
この用語は編集長の発言が発祥という説があるが、実際は彼が食事で同席した人物の思いつきである。本当の発想者は事実上不明。
やさい&くだもの
「やさい」はボーイズラブ、「くだもの」は百合を指す。
元々は「やおい」を伏せ字で「や○い」と書いた所「やさい」と読まれてしまったという、読者の体験投稿が発端。その後、「男性同士が野菜なら、女性同士は果物なのでは」という投稿から誌上での流行語として広まり一部ローディスト同士の間で使用されるようになった。
1990年代中期から後期にかけて多く使用されたがその後使用頻度は減少し、2000年代中期頃には他誌同様「BL」「百合」という表現となる。
また同時期に男女のカップリングを指すものとして「焼肉」という言葉も考案されたが、こちらはまったくと言っていいほど使われる事は無かった。
松平
「不公平」の意。横書きの不の字が木偏のように見えた事が由来。本誌の誤植か松平定知によるタクシー運転手暴行事件からと思われがちだが、実際はラジオ出演者の誤読が発端である。
死神ピカー
新人漫画家の応募作品に、「死神がピカーと光りながら現れる」パターンのものが非常に多い事を茶化した言葉。詳細は雑誌『チョコバナナ』の記事を参照。

## キャラクター
カモノハシ
タイトルロゴ等に付けられる、本誌のマスコットキャラクター。
初登場は1981年3月号。当時連載を持っていたケイブン社のライター、白川祥明が考案した。
「なぜカモノハシがマスコットなのか」については、編集長が「最初は特に意味は無かったが、哺乳類なのに卵を産むなどの奇妙な生態が、『ファンロード』のイメージに相応しいのかもしれない」という旨の発言をしている。
イニシャルビスケットのK
編集長の浜松を元にしたキャラクター。
漫画等に登場する際には、必ずこの「スーツを着用し、頭部が英字のKの形」といった姿で描かれる（ちなみに頭部は、その名の通りビスケットで出来ている設定になっている）。
本人の人格がかなり誇張されて描かれることが多く、「アチョーまん（ブルース・リーにちなんだ饅頭）が好物」「メイド喫茶が大好き」などといった設定が（主に執筆者や読者達によって）付け加えられることもある。
メイド喫茶の件については言われ始めの頃は本人が断固否定していたが、次第に（かなり不本意ながら）ネタの一環として受け入れるようになった。
なお一人称は通常は「私」、上機嫌の時は「ボク」、怒っている時は「オレ」と精神状態によって変化する。
アミバ
元々は、漫画『北斗の拳』に登場した悪役。
「シュミの特集」の大事典に1985年2月号以来、ほとんど毎月といっていいほど頻繁に登場する。
名前が「ア」で始まるがその次が「ミ」であるために微妙な位置で五十音順の先頭に立つことができず、さらに原作でのプライドが高い性格設定もあって「大事典のトップを狙うが、なかなか達成されない」というキャラクターイメージが確立した。なお1994年2月号『らんま1/2』特集や1999年8月号『最遊記』特集など、アミバの項目がトップになった例もある。
アミバよりも掲載順が前にある用語には必ず「アミバのトップを防ぐ○○」というコメントが付記される。
アミバ以前は、ミンキーモモが本来無関係なシュミ特に登場するレギュラーキャラクターだった。
なお、他誌や同人誌、ネット上等でのシュミ特風事典では、アミバの登場も模倣されている場合が多い。
ファロちゃん
創刊から数号のあいだ表紙セル画をかざった『ファンロード』の初期イメージキャラクターの少女。しかし当初から『機動戦士ガンダム』のキャラクター、キッカ・キタモトに酷似していると読者から指摘・揶揄されることが多く、そのせいか月刊化以前に姿を消した。
S木さん
編集部や執筆者と親交の深い、イベント一般参加者がモデル。イベント後のレポート漫画や、小説『餓豚伝』『餓鬼の門』等に頻繁に登場する。
謎の東洋人X
1980年代中期に、イベントで男性参加者のひとりが余興で女性下着に羽仮面を付けた姿で登場し「女王様とお呼び!」と鞭を振り回すパフォーマンスで喝采を受け、その後誌上でのキャラクターとして定着し、パロディ漫画等によく登場した。扮した人物が当時現職の警察官だったことも話題となった。
うーへー君
『新機動戦記ガンダムW』の登場人物、張五飛がデフォルメされたもの。1990年代後期、「はみだし☆スペシャル」に毎回のように登場し、「はみスペのアミバ」とも呼ばれた。
サル
漫画執筆者の中畑章が、1992年8月号の田中芳樹特集において『アルスラーン戦記』の登場人物をデフォルメ調の猿の姿で描いたパロディイラスト「サルスラーン戦記」に端を発する。その後、様々な作品のキャラクターが名前をこじつけてサル化された。
また、オリジナルの「サル」を主役にした絵本風の漫画も不定期掲載されている。
ベニーさん
1990年代前半に登場。作家のベニー松山が編集部主催のイベントに参加した際、編集長が部員に「彼は日系フランス人だ」と嘘を教えてからかった事から、金髪碧眼の西洋人の姿で描かれる。「OH!」「〜デース!」等といった漫画風の外国人口調で喋る。

## 増刊・別冊
FRハンドブック
初めて『ファンロード』を手にした新参の読者への指南書として、1987年から2002年まで毎年春先に出版されていた増刊号。
本誌未掲載投稿の一挙掲載や有名常連の近況コミック、増刊のみの特別な募集など様々な企画が行われていたが出版社移転の2004年（2003年度分）からは休止状態になっている。
同人誌ハンドブック
同人誌活動の経験を持つ有名常連投稿者達が、おもに初心者向けにそれぞれのテクニックの伝授や同人活動にまつわる思い出話などを漫画形式でまとめたもの。
コミック・イラストロジー

別冊ファンロード G-Fan
2005年から2007年にかけて、大都社から5号まで発行されたゲーム雑誌。ファンロードの名を冠してはいるが、内容的には『ニンテンドードリーム』とのつながりの方が大きい。
マンガ・ファンロード
『ファンロード』の常連投稿者達のオリジナル作品を集めた増刊号。ながいけん・楠桂・大橋薫など、後にプロ漫画家として活躍する漫画家も作品を執筆している。

## イベント
ゲゲボツアー
毎年数回、編集部が読者とともに台湾や香港など日本国外に旅行し、様々な食を堪能したり現地で見つけた変わり種を発掘したりする恒例企画。
FR料理パーティー
都内近辺から選んだ料理店を貸切にして催される国内企画。籤引きなども行われる。
2010年には、関西在住読者の有志によって「料理パーティーin関西」が企画され、ツイッターで希望者が集められたが、編集部からは刊行状態が安定していないことを理由に実現には至らなかった。

## ファンロード・モバイル
2008年末より開始された、銀英社とカヤックおよびDGモバイルによって運営される携帯サイト。メールによって受け付けられたイラスト投稿がメインで、掲載作品の一部は本誌でも紹介される。他のコンテンツとして、本誌有名常連投稿者によるオリジナルデコメールの配布などがある。また、「今月の見せましょう」の没作品を取り上げたり、本誌で募集したものの未発表だった人気投票の結果発表の場としても使われるなど、本誌の出張版としての面もあり、毎週更新の「編集便り」では編集長自らの言葉による現状や、本誌の追加募集などの情報がもたらされる。

## 元投稿者の作家
ここでは、投稿掲載経験のある者のうち、プロデビューした作家を記す。カッコ内は投稿当時のペンネーム。

### 漫画家、イラストレーター
- あ行 - あかつきごもく（ソ連のスパイ） / 秋山たまよ（秋山明） / 秋吉くま子（椎名崇） / 浅田ともみ（猫田猫美） / あずまきよひこ / 新井理恵（東田正美） / 有馬啓太郎 / E=mc² / いーだ俊嗣（すんぢ） / 池上竜矢 / 一本木蛮 / いづみひろの / 伊藤宏之 / 犬上すくね（むつみ恵） / 井上眞改（平野眞砂廣） / 岩岡ヒサエ（音子） / いわおかめめ（岩岡目々） / うおなてれぴん（魚名てれぴん） / 梅川和実（宇夢和実） / 漆原友紀（志摩冬青） / 大橋薫 / おかざき真里（神威） / オダワラハコネ（結城勇魚） / 折原みと 他
- か行 - 影崎由那 / 片山愁 / 加藤和恵（加藤しげる）/ カトウハルアキ（コーヒー） / 神吉李花（神吉理香） / 川添真理子（エレメンタル） / 楠桂（大橋真弓） / 楠見らんま / くつぎけんいち / くもぎり太郎（一條和春） / K.春香 / こがわみさき（湖川みさき） / こげどんぼ*（コゲどんぼ） / 児嶋都（猫乃都） / 湖東美朋（湖東えむ） / 小本田絵舞 他
- さ行 - さかざき咲羅 / さんりようこ（山里ようこ） / 柴田亜美 / 島田ひろかず / 下北沢鈴成 / しんがぎん / 鈴羅木かりん / 巣田祐里子 /皇なつき（皇名月）/せたのりやす 他
- た行 - タイジャンホクト / 高嶋ひろみ（嶋田一機、南京ぐれ子） / 高橋功一郎（夢橋耕威智） / たかみね駆 / 田代琢也（たしろたくや） / たもりただぢ / 篤見唯子 / 富田安紀子（Yu、富沢佑） 他
- な行 - ながいけん（長井建） / 永井朋裕（永井朋ひろ） / 長江朋美（岡品とおる） / 永野あかね / 那州雪絵 / 七瀬葵 / 西川魯介 他
- は行 - ばらスィー / 緋龍  / 藤島康介 / 藤田貴美 / 藤ちょこ / 藤凪かおる（藤井昴） / 藤本秀明 / 古澤純也（ふるじゅん） 他
- ま行 - まったくモー助 / 松任知基 / 岬下部せすな / みけおう / MID（鳴砂まさき） / みなみりょうこ / 宮城とおこ / 蜈蚣Melibe / 六鹿文彦 /  モテギ春恵（なるみ祥） / 森永こるね 他
- や - わ行 - 山田デイジー（杏） /山本岳央（山本定吉） / 雪リコ（湯キリコ） / 横山浩子 / 吉崎観音 / 乱魔猫吉 / るりあ046（千堂ありる） / 渡瀬のぞみ（かえんぐるま） 他

### 小説家、文筆業
- あさのまさひこ / 大石まさき（土井美加命の大石正規） / 大林憲司（ハイパー亜宝人） / 葛西伸哉 / 霧咲遼樹（切り裂き猟奇） / 山本弘 他

## 公式タイアップ
まぜてよ★生ボイス
2010年に、登場キャラクターを使った投稿4コマ漫画を公式サイトでFlashアニメ化する連動企画が行われた。